# Lake Forest (Californie)
Pour les articles homonymes, voir Lake Forest.
Lake Forest est une municipalité du comté d'Orange dans l'État de Californie aux États-Unis.
Elle avait 78 243 habitants en 2007.

## Démographie
| 2000   | 2010   | - | - | - | - |
| ------ | ------ | - | - | - | - |
| 58 707 | 77 264 | - | - | - | - |